# سلامات هاشم
سلامات هاشم (7 يوليو 1942 - 13 يوليو 2003). 

## سيرته
ولد سلامات هاشم في السابع من يوليو عام 1942 جنوب الفليبين في ميندناو لعائلة متدينة، وتعلم أول ما تعلم على يد والدته؛ حيث تولت رعايته وإرشاده وتوجيهه، وعندما وصل إلى سن السادسة كان قد حفظ العديد من سور القرآن الكريم، وفي نفس السن التحق بالتعليم الرسمي، وأنهى تعليمه الأساسي عام 1954م، وبعد ذلك التحق بالتعليم الثانوي.
وفي عام 1958 قرر سلامات الحج إلى بيت الله الحرام، وتحققت أمنيته، وكانت فرصة مناسبة لأداء المناسك الشريفة ومدارسة العلوم الإسلامية، وتعلمها على يد الشيخ الزواوي الذي اهتم به اهتماما خاصا، وظل سلامات مواظبا على حضور حلقاته بالحرم الشريف لعدة أشهر، إلى أن انتقل إلى القاهرة عام 1959 لإتمام تعليمه هناك، وكانت القاهرة آنئذٍ مركزا سياسيا نشطا في العالم العربي، وهناك التحق بالتعليم الأزهري؛ فدرس في معهد البعوث الإسلامية، وتخرج فيه عام 1963، ثم التحق بكلية أصول الدين؛ حيث درس العقيدة الإسلامية والفلسفة، وتخرج فيها عام 1967، وقد تعلم في مصر على يد أساتذة ومشايخ عديدين من داخل الأزهر وخارجه، منهم الشيخ محمد الغزالي، والدكتور عبد الواحد وافي، والشيخ السيد سابق، والشيخ أحمد حسن الباقوري وغيرهم. ومن نفس الجامعة استطاع أن يحصل على الماجستير عام 1969، وواصل تحضيره لنيل درجة الدكتوراة، لكنه لم يكملها في تلك الأثناء، واضطر للعودة إلى الفليبين عام 1970 للمشاركة في تنظيم ثورة مسلمي المورو ضد الحكومة الفليبينية المسيحية المتعصبة حيث أسس جبهة تحرير مورو الإسلامية، والتي تولى قيادتها حتى وفاته.

## وفاته
توفي سلامات هاشم في 13 يوليو (تموز) 2003 أثناء وجوده في أحد معسكرات جبهة تحرير مورو الإسلامية في مدينة بوتيغ بمقاطعة لاناو ديل سور في جنوب الفلبين عقب إصابته بأزمة قلبية. ولم تؤكد جبهة تحرير مورو الإسلامية وفاة زعيمها إلا بعد أيام قليلة في 5 أغسطس 2003.

## وصلات خارجية
- سلامات هاشم.. جهاد المصحف والسيف, شبكة إسلام أون لاين.نت
- موقع المورو
- وفاة زعيم جبهة مورو الإسلامية، إسلام أون لاين، 5 أغسطس 2003م
- القائد المجاهد الشيخ سلامات هاشم: رجل المصحف والسيف (1363 - 1424هـ /1942-2003 م)، المستشار عبد الله العقيل، مجلة المجتمع، 21 فبراير 2009م - المقالة من موقع الجبهة